# باشگاه فوتبال پلیس هوشی‌مین
باشگاه فوتبال پلیس هوشی‌مین (انگلیسی: Hồ Chí Minh City Police F.C.) یک باشگاه فوتبال از ویتنام است که در شهر هوشی‌مین قرار دارد.